# ポロキメン
ポロキメン（ギリシア語: Προκειμενον, 教会スラヴ語: Прокимен, 英語 - prokimen，（単/複）prokeimenon/prokeimena，（単/複）prokimenon/prokimena）は、正教会の公祈祷（奉神礼）中に登場する祈祷の文句の種類。提綱という漢字が日本正教会の訳で当てられているが、日本正教会で「提綱」を「ていこう」と読む事はまずなく、そのまま「ポロキメン」と読まれる。祈祷書中のルビも「ポロキメン」と振られている事が多い。プロキメンと転写されることもある。。

## 概要
晩課・早課・聖体礼儀・各種諸祈祷に登場する。
輔祭もしくは副輔祭・誦経者・堂役のいずれかが句を唱え、詠隊（聖歌隊）がこれに答える形式をとる。ポロキメンの句は短いものであり、その殆どは聖詠（詩篇）から採られたものである。その祭日の意味を端的に示したり、当日読まれる聖書への導入を行ったりするなどの役割を果たす部分である。

## 形式の一例：聖体礼儀中のポロキメン（第一調）
(輔祭)　謹みて聴くべし。
(司祭)　衆人に平安。
(輔祭もしくは誦経)　爾の神（しん）にも。
(輔祭)　叡智。
(輔祭もしくは誦経)　ポロキメン。主よ、我等爾を頼むが如く、爾の憐を我等に垂れ給へ。
(詠隊)　主よ、我等爾を頼むが如く、爾の憐を我等に垂れ給へ。
(輔祭もしくは誦経)　義人よ、主の爲に喜べ、讚栄するは義者に適ふ。
(詠隊)　主よ、我等爾を頼むが如く、爾の憐を我等に垂れ給へ。
(輔祭もしくは誦経)　主よ、我等爾を頼むが如く、
(詠隊)　爾の憐を我等に垂れ給へ。
輔祭もしくは誦経者が2種類ある句「主よ、我等爾を頼むが如く、爾の憐を我等に垂れ給へ。」「義人よ、主の爲に喜べ、讚栄するは義者に適ふ。」を唱え、詠隊は1つ目の句で答え、最後に輔祭もしくは誦経者と詠隊が1つ目の句を分けて詠み、歌う。ポロキメンには八種類の「調」が当てられており、決められた旋律を当てはめて歌うものとされる。上記に挙げた例は第一調のものである。